# Llista de topònims de Sant Jaume d'Enveja
Llista de topònims (noms propis de lloc) del municipi de Sant Jaume d'Enveja, al Montsià
Informació actualitzada per un bot. Els canvis manuals es perdran quan s'actualitzi!

## cabana
| imatge | Nom                       | Ubicat a            | instància de   | Detalls | coordenades                                                          | Protecció | Commons (més fotos) | Dades a WD                    |
| ------ | ------------------------- | ------------------- | -------------- | ------- | -------------------------------------------------------------------- | --------- | ------------------- | ----------------------------- |
|        | Caseta Vaquer             | Sant Jaume d'Enveja | cabana         |         | 40° 41′ 10″ N, 0° 43′ 21″ E / 40.6862243701848°N,0.722611364435291°E |           |                     | Modifica les dades a Wikidata |
|        | Casilla de Regants        | Sant Jaume d'Enveja | cabana         |         | 40° 42′ 33″ N, 0° 41′ 09″ E / 40.7091802631518°N,0.685714170904282°E |           |                     | Modifica les dades a Wikidata |
|        | Pesquera d'Enriquet       | Sant Jaume d'Enveja | cabana         |         | 40° 41′ 19″ N, 0° 51′ 03″ E / 40.688504473918°N,0.85096904387944°E   |           |                     | Modifica les dades a Wikidata |
|        | barraca del Tavi          | Sant Jaume d'Enveja | cabana         |         | 40° 40′ 40″ N, 0° 48′ 22″ E / 40.6777788368266°N,0.806027628427226°E |           |                     | Modifica les dades a Wikidata |
|        | caseta de Cortés          | Sant Jaume d'Enveja | cabana         |         | 40° 41′ 58″ N, 0° 40′ 54″ E / 40.6995796696866°N,0.681750412423171°E |           |                     | Modifica les dades a Wikidata |
|        | caseta de Juanito de Miro | Sant Jaume d'Enveja | cabana         |         | 40° 40′ 59″ N, 0° 43′ 04″ E / 40.6830211711915°N,0.717774484477465°E |           |                     | Modifica les dades a Wikidata |
|        | caseta de Montejano       | Sant Jaume d'Enveja | cabana edifici |         | 40° 41′ 00″ N, 0° 43′ 15″ E / 40.6833944196403°N,0.720708044043442°E |           |                     | Modifica les dades a Wikidata |
|        | caseta de la Gavilana     | Sant Jaume d'Enveja | cabana         |         | 40° 39′ 59″ N, 0° 46′ 18″ E / 40.6663630463623°N,0.771551983230732°E |           |                     | Modifica les dades a Wikidata |

## casa
| imatge | Nom                                     | Ubicat a            | instància de | Detalls                         | coordenades                                                               | Protecció                                  | Commons (més fotos)            | Dades a WD                    |
| ------ | --------------------------------------- | ------------------- | ------------ | ------------------------------- | ------------------------------------------------------------------------- | ------------------------------------------ | ------------------------------ | ----------------------------- |
|        | Vil·la Tomàs                            | Sant Jaume d'Enveja | casa         | Estil: arquitectura popular     | 40° 42′ 31″ N, 0° 42′ 54″ E / 40.7085°N,0.714927°E                        | bé integrant del patrimoni cultural català |                                | Modifica les dades a Wikidata |
|        | el Xalet                                | Sant Jaume d'Enveja | casa         | Estil: noucentisme 20th century | 40° 42′ 23″ N, 0° 43′ 03″ E / 40.7064°N,0.717453°E ca:C. Major, 53 2 msnm | bé integrant del patrimoni cultural català | El Xalet (Sant Jaume d'Enveja) | Modifica les dades a Wikidata |
|        | habitatge a l'avinguda de l'Ebre, 61-63 | Sant Jaume d'Enveja | casa         | Estil: arquitectura popular     | 40° 42′ 31″ N, 0° 42′ 54″ E / 40.7085°N,0.714927°E                        | bé integrant del patrimoni cultural català |                                | Modifica les dades a Wikidata |

## curs d'aigua
| imatge | Nom             | Ubicat a            | instància de               | Detalls                     | coordenades                                                        | Protecció | Commons (més fotos) | Dades a WD                    |
| ------ | --------------- | ------------------- | -------------------------- | --------------------------- | ------------------------------------------------------------------ | --------- | ------------------- | ----------------------------- |
|        | gola de Migjorn | Sant Jaume d'Enveja | curs d'aigua desembocadura |                             | 40° 41′ 04″ N, 0° 51′ 16″ E / 40.684478°N,0.854566°E               |           |                     | Modifica les dades a Wikidata |
|        | lo Migjorn      | Sant Jaume d'Enveja | curs d'aigua               | Desemboca: mar Mediterrània | 40° 41′ 05″ N, 0° 51′ 16″ E / 40.684722222222°N,0.85444444444444°E |           |                     | Modifica les dades a Wikidata |

## edifici
| imatge | Nom                                            | Ubicat a                                                                  | instància de | Detalls                                  | coordenades                                                                | Protecció                                  | Commons (més fotos)          | Dades a WD                    |
| ------ | ---------------------------------------------- | ------------------------------------------------------------------------- | ------------ | ---------------------------------------- | -------------------------------------------------------------------------- | ------------------------------------------ | ---------------------------- | ----------------------------- |
|        | Antic cinema Califòrnia                        | Sant Jaume d'Enveja                                                       | edifici      | Estil: noucentisme                       | 40° 42′ 23″ N, 0° 43′ 06″ E / 40.706311°N,0.718311°E ca:València, 25       | bé integrant del patrimoni cultural català |                              | Modifica les dades a Wikidata |
|        | Antic magatzem de la Germandat                 | Sant Jaume d'Enveja                                                       | edifici      | Estil: arquitectura popular              | 40° 42′ 28″ N, 0° 43′ 00″ E / 40.707877°N,0.716578°E                       | bé integrant del patrimoni cultural català |                              | Modifica les dades a Wikidata |
|        | Antic molí arrosser de la Cooperativa Agrícola | Sant Jaume d'Enveja                                                       | edifici      | Estil: arquitectura popular              | 40° 42′ 22″ N, 0° 43′ 03″ E / 40.706073°N,0.717421°E                       | bé integrant del patrimoni cultural català |                              | Modifica les dades a Wikidata |
|        | Barraca Conxita del Delta                      | Sant Jaume d'Enveja                                                       | edifici      | Estil: arquitectura popular              | 40° 40′ 16″ N, 0° 44′ 58″ E / 40.670985°N,0.749363°E                       | bé integrant del patrimoni cultural català |                              | Modifica les dades a Wikidata |
|        | Coeteres del Delta de l'Ebre                   | l'Ampolla Camarles l'Aldea Amposta la Ràpita Sant Jaume d'Enveja Deltebre | edifici      | Estil: arquitectura popular 20th century | 40° 34′ 22″ N, 0° 39′ 13″ E / 40.572897°N,0.6536°E                         | bé cultural d'interès nacional             | Coeteres del Delta de l'Ebre | Modifica les dades a Wikidata |
|        | casa de l'illa de Buda                         | Sant Jaume d'Enveja                                                       | edifici      | Estil: arquitectura popular 19th century | 40° 42′ 27″ N, 0° 50′ 03″ E / 40.707481°N,0.834031°E illa de Buda 0.5 msnm | bé integrant del patrimoni cultural català | Casa de l'illa de Buda       | Modifica les dades a Wikidata |
|        | fàbrica de Sifons Albacar                      | Sant Jaume d'Enveja                                                       | edifici      | Estil: arquitectura popular              | 40° 42′ 12″ N, 0° 43′ 03″ E / 40.7034°N,0.717593°E                         | bé integrant del patrimoni cultural català |                              | Modifica les dades a Wikidata |
|        | les Sitges                                     | Sant Jaume d'Enveja                                                       | edifici      |                                          | 40° 41′ 26″ N, 0° 43′ 19″ E / 40.690532691062°N,0.7219159872035°E          |                                            |                              | Modifica les dades a Wikidata |

## entitat singular de població
| imatge | Nom                 | Ubicat a            | instància de                                                    | Detalls  | coordenades                                                               | Protecció | Commons (més fotos) | Dades a WD                    |
| ------ | ------------------- | ------------------- | --------------------------------------------------------------- | -------- | ------------------------------------------------------------------------- | --------- | ------------------- | ----------------------------- |
|        | Balada              | Sant Jaume d'Enveja | entitat singular de població                                    | 12 hab   | 40° 42′ 47″ N, 0° 41′ 00″ E / 40.71304805°N,0.68331826°E 3 msnm           |           |                     | Modifica les dades a Wikidata |
|        | Sant Jaume d'Enveja | Sant Jaume d'Enveja | entitat singular de població capital municipal                  | 3171 hab | 40° 42′ 23″ N, 0° 43′ 06″ E / 40.70650104°N,0.71821372°E 3 msnm           |           |                     | Modifica les dades a Wikidata |
|        | els Muntells        | Sant Jaume d'Enveja | entitat singular de població entitat municipal descentralitzada | 488 hab  | 40° 40′ 14″ N, 0° 45′ 01″ E / 40.670555555556°N,0.75027777777778°E 7 msnm |           | Els Muntells        | Modifica les dades a Wikidata |

## església
| imatge | Nom                                 | Ubicat a            | instància de | Detalls                       | coordenades                                         | Protecció                                  | Commons (més fotos)             | Dades a WD                    |
| ------ | ----------------------------------- | ------------------- | ------------ | ----------------------------- | --------------------------------------------------- | ------------------------------------------ | ------------------------------- | ----------------------------- |
|        | Sant Llorenç de Sant Jaume d'Enveja | Sant Jaume d'Enveja | església     | Estil: arquitectura popular   | 40° 40′ 15″ N, 0° 45′ 00″ E / 40.670744°N,0.75013°E | bé integrant del patrimoni cultural català |                                 | Modifica les dades a Wikidata |
|        | església de Sant Jaume d'Enveja     | Sant Jaume d'Enveja | església     | Estil: arquitectura eclèctica | 40° 42′ 18″ N, 0° 43′ 01″ E / 40.705°N,0.716806°E   | bé cultural d'interès local                | Església de Sant Jaume d'Enveja | Modifica les dades a Wikidata |

## far
| imatge | Nom            | Ubicat a                    | instància de | Detalls                           | coordenades                                                                     | Protecció | Commons (més fotos) | Dades a WD                    |
| ------ | -------------- | --------------------------- | ------------ | --------------------------------- | ------------------------------------------------------------------------------- | --------- | ------------------- | ----------------------------- |
|        | far de Buda    | Sant Jaume d'Enveja         | far          | 1864 Estat: enderrocat o destruït | 40° 43′ 15″ N, 0° 51′ 37″ E / 40.720758°N,0.860414°E                            |           | Far de Buda         | Modifica les dades a Wikidata |
|        | far de Tortosa | Montsià Sant Jaume d'Enveja | far          | Alt: 50m                          | 40° 42′ 56″ N, 0° 55′ 43″ E / 40.715555555556°N,0.92861111111111°E illa de Buda |           |                     | Modifica les dades a Wikidata |

## granja
| imatge | Nom                      | Ubicat a            | instància de | Detalls | coordenades                                                          | Protecció | Commons (més fotos) | Dades a WD                    |
| ------ | ------------------------ | ------------------- | ------------ | ------- | -------------------------------------------------------------------- | --------- | ------------------- | ----------------------------- |
|        | Granja José Navarro      | Sant Jaume d'Enveja | granja       |         | 40° 41′ 20″ N, 0° 44′ 08″ E / 40.6888011602101°N,0.735457602516693°E |           |                     | Modifica les dades a Wikidata |
|        | Granja Juabrut           | Sant Jaume d'Enveja | granja       |         | 40° 42′ 35″ N, 0° 42′ 35″ E / 40.7096587107675°N,0.709691499249682°E |           |                     | Modifica les dades a Wikidata |
|        | Granja Navarro           | Sant Jaume d'Enveja | granja       |         | 40° 40′ 38″ N, 0° 44′ 52″ E / 40.6772899469551°N,0.747915457539421°E |           |                     | Modifica les dades a Wikidata |
|        | Granja Solà              | Sant Jaume d'Enveja | granja       |         | 40° 41′ 17″ N, 0° 44′ 07″ E / 40.6880228386674°N,0.735270962423802°E |           |                     | Modifica les dades a Wikidata |
|        | Granja de Colomer        | Sant Jaume d'Enveja | granja       |         | 40° 40′ 54″ N, 0° 43′ 46″ E / 40.681671004951°N,0.7293171404394°E    |           |                     | Modifica les dades a Wikidata |
|        | Granja de Rodanxa        | Sant Jaume d'Enveja | granja       |         | 40° 40′ 23″ N, 0° 46′ 00″ E / 40.6729972032272°N,0.766657873165203°E |           |                     | Modifica les dades a Wikidata |
|        | Granja del Folc          | Sant Jaume d'Enveja | granja       |         | 40° 42′ 04″ N, 0° 43′ 42″ E / 40.7011006219399°N,0.728330077152553°E |           |                     | Modifica les dades a Wikidata |
|        | Granja del Mustino       | Sant Jaume d'Enveja | granja       |         | 40° 41′ 50″ N, 0° 44′ 35″ E / 40.697252114485°N,0.74298976160419°E   |           |                     | Modifica les dades a Wikidata |
|        | Sequers de la Comandanta | Sant Jaume d'Enveja | granja       |         | 40° 42′ 07″ N, 0° 45′ 42″ E / 40.7018134206764°N,0.761576327757645°E |           |                     | Modifica les dades a Wikidata |

## masia
| imatge | Nom                             | Ubicat a            | instància de | Detalls                     | coordenades                                                          | Protecció                                  | Commons (més fotos) | Dades a WD                    |
| ------ | ------------------------------- | ------------------- | ------------ | --------------------------- | -------------------------------------------------------------------- | ------------------------------------------ | ------------------- | ----------------------------- |
|        | Bitxacs                         | Sant Jaume d'Enveja | masia        |                             | 40° 41′ 53″ N, 0° 42′ 25″ E / 40.6981527519846°N,0.706807480372695°E |                                            |                     | Modifica les dades a Wikidata |
|        | Can Quillera                    | Sant Jaume d'Enveja | masia        |                             | 40° 42′ 11″ N, 0° 45′ 04″ E / 40.7031766427975°N,0.75107941589813°E  |                                            |                     | Modifica les dades a Wikidata |
|        | Casa del Blanco                 | Sant Jaume d'Enveja | masia        |                             | 40° 42′ 56″ N, 0° 51′ 05″ E / 40.715533302945°N,0.85128357123244°E   |                                            |                     | Modifica les dades a Wikidata |
|        | Casa del Sifon                  | Sant Jaume d'Enveja | masia        |                             | 40° 42′ 15″ N, 0° 49′ 35″ E / 40.7040861349516°N,0.826268319137327°E |                                            |                     | Modifica les dades a Wikidata |
|        | Cases del Pas de Buda           | Sant Jaume d'Enveja | masia        |                             | 40° 42′ 39″ N, 0° 50′ 10″ E / 40.7109111070896°N,0.836179213766388°E |                                            |                     | Modifica les dades a Wikidata |
|        | Caseta Barater                  | Sant Jaume d'Enveja | masia        |                             | 40° 41′ 41″ N, 0° 43′ 25″ E / 40.6947570127859°N,0.723646164320316°E |                                            |                     | Modifica les dades a Wikidata |
|        | Caseta Bodaci                   | Sant Jaume d'Enveja | masia        |                             | 40° 41′ 49″ N, 0° 44′ 08″ E / 40.6968581684231°N,0.73566989699424°E  |                                            |                     | Modifica les dades a Wikidata |
|        | Caseta Joaquín Pan              | Sant Jaume d'Enveja | masia        |                             | 40° 41′ 42″ N, 0° 44′ 05″ E / 40.6951352654359°N,0.734627638804231°E |                                            |                     | Modifica les dades a Wikidata |
|        | Caseta Viola                    | Sant Jaume d'Enveja | masia        |                             | 40° 40′ 37″ N, 0° 44′ 54″ E / 40.6769762652752°N,0.748458432542099°E |                                            |                     | Modifica les dades a Wikidata |
|        | Caseta d'en Parra               | Sant Jaume d'Enveja | masia        |                             | 40° 42′ 22″ N, 0° 44′ 19″ E / 40.7060339616092°N,0.738732409659079°E |                                            |                     | Modifica les dades a Wikidata |
|        | Caseta d'en Tenca               | Sant Jaume d'Enveja | masia        |                             | 40° 42′ 23″ N, 0° 44′ 32″ E / 40.7063273372667°N,0.742214281922281°E |                                            |                     | Modifica les dades a Wikidata |
|        | Caseta de Baladeta              | Sant Jaume d'Enveja | masia        |                             | 40° 41′ 28″ N, 0° 41′ 58″ E / 40.6911166770807°N,0.699510665816136°E |                                            |                     | Modifica les dades a Wikidata |
|        | Caseta de Canisio               | Sant Jaume d'Enveja | masia        |                             | 40° 41′ 14″ N, 0° 45′ 19″ E / 40.6871994760334°N,0.75536800148288°E  |                                            |                     | Modifica les dades a Wikidata |
|        | Caseta de Coll                  | Sant Jaume d'Enveja | masia        |                             | 40° 42′ 42″ N, 0° 41′ 21″ E / 40.7116258492758°N,0.689085999488106°E |                                            |                     | Modifica les dades a Wikidata |
|        | Caseta de José del Bar          | Sant Jaume d'Enveja | masia        |                             | 40° 41′ 31″ N, 0° 43′ 44″ E / 40.6919887311622°N,0.728982910691115°E |                                            |                     | Modifica les dades a Wikidata |
|        | Caseta de Milio de Pan          | Sant Jaume d'Enveja | masia        |                             | 40° 41′ 53″ N, 0° 43′ 59″ E / 40.6981940304443°N,0.733056412584125°E |                                            |                     | Modifica les dades a Wikidata |
|        | Caseta de Qualo                 | Sant Jaume d'Enveja | masia        |                             | 40° 41′ 50″ N, 0° 43′ 54″ E / 40.6972943743701°N,0.73173773480669°E  |                                            |                     | Modifica les dades a Wikidata |
|        | Caseta de Vidal                 | Sant Jaume d'Enveja | masia        |                             | 40° 41′ 15″ N, 0° 44′ 18″ E / 40.6874677804457°N,0.738200745157692°E |                                            |                     | Modifica les dades a Wikidata |
|        | Caseta de l'Agustinet dels Alús | Sant Jaume d'Enveja | masia        |                             | 40° 41′ 27″ N, 0° 47′ 42″ E / 40.6907667468681°N,0.795092965270831°E |                                            |                     | Modifica les dades a Wikidata |
|        | Caseta de l'Alcaldès            | Sant Jaume d'Enveja | masia        |                             | 40° 42′ 55″ N, 0° 39′ 46″ E / 40.71536607305°N,0.662806169644618°E   |                                            |                     | Modifica les dades a Wikidata |
|        | Caseta de l'Ampostí             | Sant Jaume d'Enveja | masia        |                             | 40° 41′ 05″ N, 0° 44′ 49″ E / 40.684719149689°N,0.74696262935974°E   |                                            |                     | Modifica les dades a Wikidata |
|        | Caseta de la Bomba              | Sant Jaume d'Enveja | masia        |                             | 40° 40′ 22″ N, 0° 47′ 44″ E / 40.6727398904074°N,0.795438746763813°E |                                            |                     | Modifica les dades a Wikidata |
|        | Caseta de la Cussa              | Sant Jaume d'Enveja | masia        |                             | 40° 40′ 42″ N, 0° 47′ 55″ E / 40.6783060626626°N,0.798710164035679°E |                                            |                     | Modifica les dades a Wikidata |
|        | Caseta de la Morena             | Sant Jaume d'Enveja | masia        |                             | 40° 40′ 43″ N, 0° 44′ 45″ E / 40.6785476491313°N,0.745897217908821°E |                                            |                     | Modifica les dades a Wikidata |
|        | Caseta de la Nyuca              | Sant Jaume d'Enveja | masia        |                             | 40° 40′ 59″ N, 0° 47′ 41″ E / 40.682996590205°N,0.79480486541442°E   |                                            |                     | Modifica les dades a Wikidata |
|        | Caseta de la Pocferra           | Sant Jaume d'Enveja | masia        |                             | 40° 41′ 39″ N, 0° 43′ 21″ E / 40.6942644261225°N,0.72242032079829°E  |                                            |                     | Modifica les dades a Wikidata |
|        | Caseta de la Pura               | Sant Jaume d'Enveja | masia        |                             | 40° 40′ 44″ N, 0° 43′ 49″ E / 40.6789976409511°N,0.73025229227312°E  |                                            |                     | Modifica les dades a Wikidata |
|        | Caseta del Cagall               | Sant Jaume d'Enveja | masia        |                             | 40° 42′ 12″ N, 0° 45′ 27″ E / 40.7033304912805°N,0.757595927864025°E |                                            |                     | Modifica les dades a Wikidata |
|        | Caseta del Canyes               | Sant Jaume d'Enveja | masia        |                             | 40° 41′ 25″ N, 0° 45′ 05″ E / 40.6902916655155°N,0.751335375667403°E |                                            |                     | Modifica les dades a Wikidata |
|        | Caseta del Desaigüe             | Sant Jaume d'Enveja | masia        |                             | 40° 41′ 00″ N, 0° 45′ 08″ E / 40.6833907397766°N,0.752206392138953°E |                                            |                     | Modifica les dades a Wikidata |
|        | Caseta del Morroxarat           | Sant Jaume d'Enveja | masia        |                             | 40° 42′ 04″ N, 0° 43′ 37″ E / 40.7012289592458°N,0.727071131615894°E |                                            |                     | Modifica les dades a Wikidata |
|        | Caseta del Morís                | Sant Jaume d'Enveja | masia        |                             | 40° 41′ 23″ N, 0° 47′ 03″ E / 40.689792490611°N,0.784202552070594°E  |                                            |                     | Modifica les dades a Wikidata |
|        | Caseta del Porres               | Sant Jaume d'Enveja | masia        |                             | 40° 41′ 31″ N, 0° 44′ 59″ E / 40.6919547193082°N,0.749776512321121°E |                                            |                     | Modifica les dades a Wikidata |
|        | Caseta del Sarasonet            | Sant Jaume d'Enveja | masia        |                             | 40° 41′ 09″ N, 0° 44′ 44″ E / 40.68570265437°N,0.745585050361111°E   |                                            |                     | Modifica les dades a Wikidata |
|        | Caseta del Savi                 | Sant Jaume d'Enveja | masia        |                             | 40° 41′ 13″ N, 0° 47′ 56″ E / 40.6870630707307°N,0.798788741171179°E |                                            |                     | Modifica les dades a Wikidata |
|        | Caseta del Sereno               | Sant Jaume d'Enveja | masia        |                             | 40° 41′ 22″ N, 0° 43′ 27″ E / 40.6895710216363°N,0.724225082540655°E |                                            |                     | Modifica les dades a Wikidata |
|        | Caseta del Viscarro             | Sant Jaume d'Enveja | masia        |                             | 40° 41′ 14″ N, 0° 47′ 09″ E / 40.687274837381°N,0.78592590448705°E   |                                            |                     | Modifica les dades a Wikidata |
|        | Caseta dels Diaris              | Sant Jaume d'Enveja | masia        |                             | 40° 41′ 51″ N, 0° 42′ 12″ E / 40.6974238985643°N,0.703222814826922°E |                                            |                     | Modifica les dades a Wikidata |
|        | Casilla del Canal               | Sant Jaume d'Enveja | masia        |                             | 40° 41′ 32″ N, 0° 46′ 09″ E / 40.692357069159°N,0.76918991171923°E   |                                            |                     | Modifica les dades a Wikidata |
|        | Finca dels Bordissets           | Sant Jaume d'Enveja | masia        |                             | 40° 40′ 58″ N, 0° 44′ 32″ E / 40.682826374613°N,0.74229346544489°E   |                                            |                     | Modifica les dades a Wikidata |
|        | Mas Algueró                     | Sant Jaume d'Enveja | masia        |                             | 40° 40′ 20″ N, 0° 45′ 29″ E / 40.6721833294198°N,0.758131527481592°E |                                            |                     | Modifica les dades a Wikidata |
|        | Mas Fabra                       | Sant Jaume d'Enveja | masia        |                             | 40° 42′ 16″ N, 0° 42′ 29″ E / 40.7043758505748°N,0.708108973879462°E |                                            |                     | Modifica les dades a Wikidata |
|        | Mas Illa de Riu                 | Sant Jaume d'Enveja | masia        |                             | 40° 42′ 02″ N, 0° 45′ 42″ E / 40.7006826332008°N,0.761791735029993°E |                                            |                     | Modifica les dades a Wikidata |
|        | Mas Pinyana                     | Sant Jaume d'Enveja | masia        |                             | 40° 41′ 09″ N, 0° 43′ 27″ E / 40.6859505098204°N,0.72425364248749°E  |                                            |                     | Modifica les dades a Wikidata |
|        | Mas d'Anes                      | Sant Jaume d'Enveja | masia        |                             | 40° 41′ 35″ N, 0° 42′ 49″ E / 40.693069398583°N,0.71354566418153°E   |                                            |                     | Modifica les dades a Wikidata |
|        | Mas d'Angelim                   | Sant Jaume d'Enveja | masia        |                             | 40° 42′ 15″ N, 0° 45′ 14″ E / 40.7043006145743°N,0.753752095769844°E |                                            |                     | Modifica les dades a Wikidata |
|        | Mas d'Aulesa                    | Sant Jaume d'Enveja | masia        |                             | 40° 42′ 46″ N, 0° 41′ 35″ E / 40.7126500606925°N,0.693004352215549°E |                                            |                     | Modifica les dades a Wikidata |
|        | Mas de Baratera                 | Sant Jaume d'Enveja | masia        |                             | 40° 42′ 02″ N, 0° 43′ 49″ E / 40.7006086294764°N,0.730335177986973°E |                                            |                     | Modifica les dades a Wikidata |
|        | Mas de Calderón                 | Sant Jaume d'Enveja | masia        |                             | 40° 41′ 53″ N, 0° 41′ 45″ E / 40.6979997110782°N,0.695959957202778°E |                                            |                     | Modifica les dades a Wikidata |
|        | Mas de Cigarret                 | Sant Jaume d'Enveja | masia        |                             | 40° 41′ 57″ N, 0° 42′ 45″ E / 40.6991736522727°N,0.712406058069472°E |                                            |                     | Modifica les dades a Wikidata |
|        | Mas de Cigarro                  | Sant Jaume d'Enveja | masia        |                             | 40° 41′ 53″ N, 0° 45′ 14″ E / 40.6979982242013°N,0.753904731511124°E |                                            |                     | Modifica les dades a Wikidata |
|        | Mas de Colomer                  | Sant Jaume d'Enveja | masia        |                             | 40° 40′ 08″ N, 0° 46′ 20″ E / 40.668998030793°N,0.77233490037925°E   |                                            |                     | Modifica les dades a Wikidata |
|        | Mas de Dolores                  | Sant Jaume d'Enveja | masia        |                             | 40° 42′ 02″ N, 0° 43′ 55″ E / 40.7004412930572°N,0.731903154054748°E |                                            |                     | Modifica les dades a Wikidata |
|        | Mas de Joan el Moreno           | Sant Jaume d'Enveja | masia        |                             | 40° 40′ 27″ N, 0° 44′ 33″ E / 40.6740970055029°N,0.742628058132072°E |                                            |                     | Modifica les dades a Wikidata |
|        | Mas de Joanot                   | Sant Jaume d'Enveja | masia        |                             | 40° 42′ 03″ N, 0° 44′ 21″ E / 40.7009240240191°N,0.739059173849252°E |                                            |                     | Modifica les dades a Wikidata |
|        | Mas de Llópia                   | Sant Jaume d'Enveja | masia        |                             | 40° 41′ 16″ N, 0° 50′ 52″ E / 40.6878537591149°N,0.847871473690594°E |                                            |                     | Modifica les dades a Wikidata |
|        | Mas de Manuela                  | Sant Jaume d'Enveja | masia        |                             | 40° 42′ 00″ N, 0° 43′ 53″ E / 40.7000548540198°N,0.731490190594791°E |                                            |                     | Modifica les dades a Wikidata |
|        | Mas de Montserrat               | Sant Jaume d'Enveja | masia        |                             | 40° 42′ 00″ N, 0° 44′ 02″ E / 40.7000837973551°N,0.733879978083228°E |                                            |                     | Modifica les dades a Wikidata |
|        | Mas de Paell                    | Sant Jaume d'Enveja | masia        |                             | 40° 42′ 03″ N, 0° 42′ 03″ E / 40.7007798078436°N,0.700764044454317°E |                                            |                     | Modifica les dades a Wikidata |
|        | Mas de Ramon Macià              | Sant Jaume d'Enveja | masia        |                             | 40° 42′ 07″ N, 0° 44′ 02″ E / 40.7019295994823°N,0.733841062910357°E |                                            |                     | Modifica les dades a Wikidata |
|        | Mas de Ramonet de l'Hico        | Sant Jaume d'Enveja | masia        |                             | 40° 41′ 57″ N, 0° 44′ 03″ E / 40.6991257307568°N,0.734172838756034°E |                                            |                     | Modifica les dades a Wikidata |
|        | Mas de Ravanals                 | Sant Jaume d'Enveja | masia        |                             | 40° 42′ 44″ N, 0° 42′ 05″ E / 40.7123496205617°N,0.701419441897418°E |                                            |                     | Modifica les dades a Wikidata |
|        | Mas de Reales                   | Sant Jaume d'Enveja | masia        |                             | 40° 41′ 17″ N, 0° 44′ 38″ E / 40.6881386235472°N,0.743940912338165°E |                                            |                     | Modifica les dades a Wikidata |
|        | Mas de Trobus                   | Sant Jaume d'Enveja | masia        |                             | 40° 40′ 24″ N, 0° 44′ 40″ E / 40.6732298892223°N,0.744349114624626°E |                                            |                     | Modifica les dades a Wikidata |
|        | Mas de Villòria                 | Sant Jaume d'Enveja | masia        |                             |                                                                      |                                            |                     | Modifica les dades a Wikidata |
|        | Mas de Villòria                 | Sant Jaume d'Enveja | masia        |                             | 40° 42′ 32″ N, 0° 42′ 21″ E / 40.7088821013786°N,0.705965784268655°E |                                            |                     | Modifica les dades a Wikidata |
|        | Mas de l'Herboló                | Sant Jaume d'Enveja | masia        |                             | 40° 40′ 47″ N, 0° 44′ 30″ E / 40.6796002644625°N,0.741685090493945°E |                                            |                     | Modifica les dades a Wikidata |
|        | Mas de la Comandanta            | Sant Jaume d'Enveja | masia        |                             | 40° 42′ 03″ N, 0° 45′ 45″ E / 40.70077993609°N,0.762628807912649°E   |                                            |                     | Modifica les dades a Wikidata |
|        | Mas del Barceloní               | Sant Jaume d'Enveja | masia        |                             | 40° 42′ 00″ N, 0° 44′ 29″ E / 40.7000406305766°N,0.74132596670892°E  |                                            |                     | Modifica les dades a Wikidata |
|        | Mas del Boret de la Casilla     | Sant Jaume d'Enveja | masia        |                             | 40° 41′ 57″ N, 0° 43′ 56″ E / 40.6990682271176°N,0.732162784611045°E |                                            |                     | Modifica les dades a Wikidata |
|        | Mas del Feo                     | Sant Jaume d'Enveja | masia        |                             | 40° 41′ 58″ N, 0° 43′ 18″ E / 40.6994805674665°N,0.72154429279765°E  |                                            |                     | Modifica les dades a Wikidata |
|        | Mas del Madrilenyo              | Sant Jaume d'Enveja | masia        |                             | 40° 42′ 20″ N, 0° 45′ 19″ E / 40.7055550107451°N,0.755260510225265°E |                                            |                     | Modifica les dades a Wikidata |
|        | Mas del Masco                   | Sant Jaume d'Enveja | masia        |                             | 40° 41′ 48″ N, 0° 44′ 02″ E / 40.6966814054878°N,0.734007164845259°E |                                            |                     | Modifica les dades a Wikidata |
|        | Mas del Mosquit                 | Sant Jaume d'Enveja | masia        |                             | 40° 42′ 08″ N, 0° 44′ 05″ E / 40.7022272307169°N,0.734777840616266°E |                                            |                     | Modifica les dades a Wikidata |
|        | Mas del Nelo                    | Sant Jaume d'Enveja | masia        |                             | 40° 42′ 52″ N, 0° 50′ 35″ E / 40.7143269633593°N,0.843017570699762°E |                                            |                     | Modifica les dades a Wikidata |
|        | Mas del Norris                  | Sant Jaume d'Enveja | masia        |                             | 40° 41′ 45″ N, 0° 50′ 20″ E / 40.6958111796418°N,0.838904848911423°E |                                            |                     | Modifica les dades a Wikidata |
|        | Mas del Tancat                  | Sant Jaume d'Enveja | masia        |                             | 40° 42′ 03″ N, 0° 41′ 35″ E / 40.7007627980329°N,0.693142522311636°E |                                            |                     | Modifica les dades a Wikidata |
|        | Maset Forcadell                 | Sant Jaume d'Enveja | masia        |                             | 40° 42′ 22″ N, 0° 41′ 26″ E / 40.7061001950786°N,0.690685656115192°E |                                            |                     | Modifica les dades a Wikidata |
|        | Maset Obert                     | Sant Jaume d'Enveja | masia        | Estil: arquitectura popular | 40° 41′ 43″ N, 0° 41′ 29″ E / 40.695159°N,0.691255°E                 | bé integrant del patrimoni cultural català |                     | Modifica les dades a Wikidata |
|        | Maset d'Ubiedo                  | Sant Jaume d'Enveja | masia        |                             | 40° 42′ 26″ N, 0° 41′ 47″ E / 40.7072246819876°N,0.696470454675457°E |                                            |                     | Modifica les dades a Wikidata |
|        | Maset de Bell                   | Sant Jaume d'Enveja | masia        |                             | 40° 42′ 16″ N, 0° 41′ 37″ E / 40.7044400774175°N,0.693702082228826°E |                                            |                     | Modifica les dades a Wikidata |
|        | Maset de Benito                 | Sant Jaume d'Enveja | masia        |                             | 40° 41′ 53″ N, 0° 41′ 02″ E / 40.6981727328029°N,0.683905858717034°E |                                            |                     | Modifica les dades a Wikidata |
|        | Maset de Cassols                | Sant Jaume d'Enveja | masia        |                             | 40° 42′ 30″ N, 0° 41′ 26″ E / 40.7082482065964°N,0.69044569945752°E  |                                            |                     | Modifica les dades a Wikidata |
|        | Maset de Codorniu               | Sant Jaume d'Enveja | masia        |                             | 40° 42′ 26″ N, 0° 41′ 19″ E / 40.7070960351396°N,0.688686348974691°E |                                            |                     | Modifica les dades a Wikidata |
|        | Maset de Dalles                 | Sant Jaume d'Enveja | masia        |                             | 40° 41′ 40″ N, 0° 41′ 34″ E / 40.6944696564484°N,0.692850827432621°E |                                            |                     | Modifica les dades a Wikidata |
|        | Maset de Diego                  | Sant Jaume d'Enveja | masia        |                             | 40° 41′ 15″ N, 0° 44′ 00″ E / 40.6875619140686°N,0.733357749981109°E |                                            |                     | Modifica les dades a Wikidata |
|        | Maset de Federico el Cadirer    | Sant Jaume d'Enveja | masia        |                             | 40° 41′ 50″ N, 0° 43′ 13″ E / 40.6972291464568°N,0.720200842790297°E |                                            |                     | Modifica les dades a Wikidata |
|        | Maset de Gaspar                 | Sant Jaume d'Enveja | masia        |                             | 40° 41′ 42″ N, 0° 43′ 12″ E / 40.6949108361526°N,0.720031384175292°E |                                            |                     | Modifica les dades a Wikidata |
|        | Maset de German                 | Sant Jaume d'Enveja | masia        |                             | 40° 41′ 13″ N, 0° 43′ 08″ E / 40.6869459741688°N,0.719013175912971°E |                                            |                     | Modifica les dades a Wikidata |
|        | Maset de González               | Sant Jaume d'Enveja | masia        |                             | 40° 41′ 25″ N, 0° 42′ 53″ E / 40.6903294495761°N,0.714744101294156°E |                                            |                     | Modifica les dades a Wikidata |
|        | Maset de Lorente                | Sant Jaume d'Enveja | masia        |                             | 40° 41′ 48″ N, 0° 42′ 00″ E / 40.6966321186787°N,0.700101952970075°E |                                            |                     | Modifica les dades a Wikidata |
|        | Maset de Martínez               | Sant Jaume d'Enveja | masia        |                             | 40° 42′ 29″ N, 0° 41′ 28″ E / 40.7081617389611°N,0.691076042717559°E |                                            |                     | Modifica les dades a Wikidata |
|        | Maset de Navarro                | Sant Jaume d'Enveja | masia        |                             | 40° 42′ 19″ N, 0° 41′ 26″ E / 40.70522377372°N,0.6906409461939°E     |                                            |                     | Modifica les dades a Wikidata |
|        | Maset de Puig                   | Sant Jaume d'Enveja | masia        |                             | 40° 41′ 57″ N, 0° 42′ 02″ E / 40.6991204789661°N,0.700667269173188°E |                                            |                     | Modifica les dades a Wikidata |
|        | Maset de Randa                  | Sant Jaume d'Enveja | masia        |                             | 40° 41′ 39″ N, 0° 43′ 33″ E / 40.6942868297822°N,0.725839715310203°E |                                            |                     | Modifica les dades a Wikidata |
|        | Maset de Rubió                  | Sant Jaume d'Enveja | masia        |                             | 40° 42′ 08″ N, 0° 41′ 23″ E / 40.7023516085392°N,0.689714463133781°E |                                            |                     | Modifica les dades a Wikidata |
|        | Maset de Villanueva             | Sant Jaume d'Enveja | masia        |                             | 40° 42′ 09″ N, 0° 40′ 57″ E / 40.7024572957832°N,0.68240808558555°E  |                                            |                     | Modifica les dades a Wikidata |
|        | Maset de l'Axandri              | Sant Jaume d'Enveja | masia        |                             | 40° 41′ 47″ N, 0° 43′ 28″ E / 40.6964409691538°N,0.724535605266599°E |                                            |                     | Modifica les dades a Wikidata |
|        | Maset de l'Ignasi               | Sant Jaume d'Enveja | masia        |                             | 40° 41′ 54″ N, 0° 43′ 26″ E / 40.6982848003607°N,0.723940252880513°E |                                            |                     | Modifica les dades a Wikidata |
|        | Maset de la Torrassa            | Sant Jaume d'Enveja | masia        |                             | 40° 41′ 59″ N, 0° 41′ 18″ E / 40.6996694385245°N,0.688469784067281°E |                                            |                     | Modifica les dades a Wikidata |
|        | Maset del Galí                  | Sant Jaume d'Enveja | masia        |                             | 40° 40′ 51″ N, 0° 43′ 59″ E / 40.6809620076624°N,0.733037165193518°E |                                            |                     | Modifica les dades a Wikidata |
|        | Maset del Macià                 | Sant Jaume d'Enveja | masia        |                             | 40° 41′ 35″ N, 0° 41′ 46″ E / 40.693184188889°N,0.696137769603301°E  |                                            |                     | Modifica les dades a Wikidata |
|        | Maset del Ros                   | Sant Jaume d'Enveja | masia        |                             | 40° 41′ 34″ N, 0° 41′ 44″ E / 40.6927019457572°N,0.695444340541869°E |                                            |                     | Modifica les dades a Wikidata |
|        | Maset del Soliu                 | Sant Jaume d'Enveja | masia        |                             | 40° 40′ 55″ N, 0° 43′ 23″ E / 40.6818715608207°N,0.72296074507001°E  |                                            |                     | Modifica les dades a Wikidata |
|        | Maset del Tormos                | Sant Jaume d'Enveja | masia        |                             | 40° 41′ 36″ N, 0° 41′ 40″ E / 40.6932759584395°N,0.694418642014155°E |                                            |                     | Modifica les dades a Wikidata |
|        | Masia Angelino                  | Sant Jaume d'Enveja | masia        |                             | 40° 42′ 07″ N, 0° 44′ 22″ E / 40.702037951209°N,0.73936472880091°E   |                                            |                     | Modifica les dades a Wikidata |
|        | Masia Camasemo                  | Sant Jaume d'Enveja | masia        |                             | 40° 41′ 42″ N, 0° 44′ 42″ E / 40.694877953138°N,0.74494427820906°E   |                                            |                     | Modifica les dades a Wikidata |
|        | Masia Panet                     | Sant Jaume d'Enveja | masia        |                             | 40° 41′ 30″ N, 0° 44′ 12″ E / 40.6915606402802°N,0.736535700205082°E |                                            |                     | Modifica les dades a Wikidata |
|        | Masia de Bepó                   | Sant Jaume d'Enveja | masia        |                             | 40° 41′ 56″ N, 0° 43′ 53″ E / 40.6990254122847°N,0.731359436557168°E |                                            |                     | Modifica les dades a Wikidata |
|        | Masia del Mustino               | Sant Jaume d'Enveja | masia        |                             | 40° 41′ 51″ N, 0° 44′ 29″ E / 40.6975192294705°N,0.741363830583749°E |                                            |                     | Modifica les dades a Wikidata |
|        | Masnou                          | Sant Jaume d'Enveja | masia        |                             | 40° 41′ 36″ N, 0° 47′ 54″ E / 40.6932447794917°N,0.798443203074557°E |                                            |                     | Modifica les dades a Wikidata |
|        | Pesquera d'en Vicenç            | Sant Jaume d'Enveja | masia        |                             | 40° 43′ 01″ N, 0° 51′ 42″ E / 40.7169867589176°N,0.861542021830149°E |                                            |                     | Modifica les dades a Wikidata |
|        | Vil·la Emília                   | Sant Jaume d'Enveja | masia        | Estil: arquitectura popular | 40° 42′ 26″ N, 0° 41′ 48″ E / 40.707347°N,0.696537°E                 | bé integrant del patrimoni cultural català |                     | Modifica les dades a Wikidata |
|        | la Coetera                      | Sant Jaume d'Enveja | masia        |                             | 40° 41′ 33″ N, 0° 49′ 53″ E / 40.6924074623148°N,0.831287105539655°E |                                            |                     | Modifica les dades a Wikidata |
|        | la Finca Barraquet              | Sant Jaume d'Enveja | masia        |                             | 40° 41′ 49″ N, 0° 42′ 44″ E / 40.6969247710526°N,0.712104308203191°E |                                            |                     | Modifica les dades a Wikidata |
|        | la Salva Rosa                   | Sant Jaume d'Enveja | masia        |                             | 40° 42′ 23″ N, 0° 45′ 08″ E / 40.7064772510026°N,0.752199345836437°E |                                            |                     | Modifica les dades a Wikidata |
|        | la Torrassa                     | Sant Jaume d'Enveja | masia        |                             | 40° 41′ 59″ N, 0° 41′ 19″ E / 40.6997071025071°N,0.688551329037415°E |                                            |                     | Modifica les dades a Wikidata |
|        | la Torreta                      | Sant Jaume d'Enveja | masia        |                             | 40° 41′ 59″ N, 0° 40′ 50″ E / 40.699653251331°N,0.680481477298436°E  |                                            |                     | Modifica les dades a Wikidata |
|        | lo Masroig                      | Sant Jaume d'Enveja | masia        |                             | 40° 42′ 31″ N, 0° 42′ 39″ E / 40.708481936598°N,0.710761653048314°E  |                                            |                     | Modifica les dades a Wikidata |
|        | lo Matar                        | Sant Jaume d'Enveja | masia        |                             | 40° 40′ 09″ N, 0° 46′ 59″ E / 40.669202927102°N,0.78297504338439°E   |                                            |                     | Modifica les dades a Wikidata |

## platja
| imatge | Nom                  | Ubicat a            | instància de                                 | Detalls                  | coordenades                                                                       | Protecció | Commons (més fotos) | Dades a WD                    |
| ------ | -------------------- | ------------------- | -------------------------------------------- | ------------------------ | --------------------------------------------------------------------------------- | --------- | ------------------- | ----------------------------- |
|        | platja de Buda       | Sant Jaume d'Enveja | platja                                       |                          | 40° 41′ 53″ N, 0° 51′ 55″ E / 40.69801203916465°N,0.8651653754210251°E            |           |                     | Modifica les dades a Wikidata |
|        | platja de l'Alfacada | Sant Jaume d'Enveja | platja platja nudista                        | Llarg: 500m Ample: 30m   | 40° 41′ 01″ N, 0° 51′ 17″ E / 40.683499999946°N,0.85459999971314°E                |           |                     | Modifica les dades a Wikidata |
|        | platja del Serrallo  | Sant Jaume d'Enveja | platja platja d'arena daurada platja nudista | Llarg: 5000m Ample: 200m | 40° 40′ 11″ N, 0° 49′ 30″ E / 40.66959999985°N,0.82499999996002°E delta de l'Ebre |           |                     | Modifica les dades a Wikidata |

## pont
| imatge | Nom                  | Ubicat a                     | instància de | Detalls         | coordenades                                                          | Protecció | Commons (més fotos) | Dades a WD                    |
| ------ | -------------------- | ---------------------------- | ------------ | --------------- | -------------------------------------------------------------------- | --------- | ------------------- | ----------------------------- |
|        | Pont de la Pallaresa | Sant Jaume d'Enveja          | pont         |                 | 40° 42′ 08″ N, 0° 43′ 50″ E / 40.702115855781°N,0.730485200419619°E  |           |                     | Modifica les dades a Wikidata |
|        | Pont de les Creus    | Sant Jaume d'Enveja          | pont         |                 | 40° 41′ 32″ N, 0° 47′ 28″ E / 40.6922289640262°N,0.79100928804317°E  |           |                     | Modifica les dades a Wikidata |
|        | Pont del Barceloní   | Sant Jaume d'Enveja          | pont         |                 | 40° 42′ 08″ N, 0° 44′ 26″ E / 40.7023503305587°N,0.740596932151233°E |           |                     | Modifica les dades a Wikidata |
|        | Pont lo Passador     | Sant Jaume d'Enveja Deltebre | pont         | Travessa: Durex | 40° 42′ 47″ N, 0° 43′ 03″ E / 40.712999°N,0.717434°E                 |           | Pont del Passador   | Modifica les dades a Wikidata |

## vèrtex geodèsic
| imatge | Nom       | Ubicat a            | instància de    | Detalls   | coordenades                                                                 | Protecció | Commons (més fotos) | Dades a WD                    |
| ------ | --------- | ------------------- | --------------- | --------- | --------------------------------------------------------------------------- | --------- | ------------------- | ----------------------------- |
|        | Migjorm   | Sant Jaume d'Enveja | vèrtex geodèsic |           | 40° 41′ 14″ N, 0° 49′ 02″ E / 40.687332°N,0.817361°E 0.774999999999999 msnm |           |                     | Modifica les dades a Wikidata |
|        | Platchola | Sant Jaume d'Enveja | vèrtex geodèsic | Alt: 1.2m | 40° 39′ 49″ N, 0° 47′ 56″ E / 40.663631°N,0.798887°E 4.68 msnm              |           |                     | Modifica les dades a Wikidata |
|        | Silo      | Sant Jaume d'Enveja | vèrtex geodèsic |           | 40° 41′ 25″ N, 0° 43′ 17″ E / 40.690201°N,0.721373°E 29.298 msnm            |           |                     | Modifica les dades a Wikidata |

## zona humida
| imatge | Nom                                                                      | Ubicat a                    | instància de     | Detalls              | coordenades                                             | Protecció | Commons (més fotos) | Dades a WD                    |
| ------ | ------------------------------------------------------------------------ | --------------------------- | ---------------- | -------------------- | ------------------------------------------------------- | --------- | ------------------- | ----------------------------- |
|        | La Platjola                                                              | Sant Jaume d'Enveja         | zona humida llac | Superfície: 63.25ha  | 40° 40′ 06″ N, 0° 47′ 27″ E / 40.6684°N,0.7909°E 1 msnm |           |                     | Modifica les dades a Wikidata |
|        | Platges de l'Alfacada, la Platjola, dels Eucaliptus i erms de la Tancada | Sant Jaume d'Enveja Amposta | zona humida      | Superfície: 457.97ha | 40° 39′ 21″ N, 0° 46′ 13″ E / 40.6557°N,0.7703°E        |           |                     | Modifica les dades a Wikidata |
|        | l'Alfacada                                                               | Sant Jaume d'Enveja         | zona humida      | Superfície: 194.95ha | 40° 40′ 47″ N, 0° 50′ 01″ E / 40.679601°N,0.833748°E    |           |                     | Modifica les dades a Wikidata |

## Misc
| imatge | Nom                                      | Ubicat a                                                 | instància de                                    | Detalls                                                            | coordenades                                                                                         | Protecció                                            | Commons (més fotos)                   | Dades a WD                    |
| ------ | ---------------------------------------- | -------------------------------------------------------- | ----------------------------------------------- | ------------------------------------------------------------------ | --------------------------------------------------------------------------------------------------- | ---------------------------------------------------- | ------------------------------------- | ----------------------------- |
|        | Barraca                                  | Sant Jaume d'Enveja                                      | barraca                                         | Estil: arquitectura popular                                        | 40° 42′ 02″ N, 0° 45′ 45″ E / 40.700442°N,0.762399°E                                                | bé integrant del patrimoni cultural català           |                                       | Modifica les dades a Wikidata |
|        | Canal del Calent                         | Sant Jaume d'Enveja                                      | canal                                           |                                                                    | 40° 42′ 00″ N, 0° 43′ 00″ E / 40.7°N,0.71666666666667°E                                             |                                                      |                                       | Modifica les dades a Wikidata |
|        | Ebre                                     | Cantàbria País Basc Navarra Aragó Catalunya              | riu                                             | Desemboca: mar Mediterrània Llarg: 910km Conca: 86800km²           | 43° 02′ 15″ N, 4° 22′ 12″ O / 43.0375°N,4.37°O 40° 43′ 43″ N, 0° 52′ 09″ E / 40.728527°N,0.869293°E |                                                      | Ebro River                            | Modifica les dades a Wikidata |
|        | Parc natural del Delta de l'Ebre         | la Ràpita Amposta Sant Jaume d'Enveja Deltebre l'Ampolla | àrea protegida parc natural                     | 1983 1986 Superfície: 320 7625.35856km² ha                         | 40° 42′ 09″ N, 0° 48′ 32″ E / 40.7025°N,0.80888888888889°E delta de l'Ebre                          | Espai Ramsar                                         | Delta de l'Ebre Natural Park          | Modifica les dades a Wikidata |
|        | Passos de barcassa de Sant Jaume         | Sant Jaume d'Enveja                                      | embarcador                                      | Estil: arquitectura del ferro 20th century                         | 40° 42′ 29″ N, 0° 44′ 21″ E / 40.708098°N,0.739256°E Ebre                                           | bé integrant del patrimoni cultural català           | Passos de barcassa de Sant Jaume      | Modifica les dades a Wikidata |
|        | Torre de Sant Jordi                      | Sant Jaume d'Enveja                                      | torre                                           | Estat: enderrocat o destruït                                       | | bé d'interès cultural bé cultural d'interès nacional |                                       | Modifica les dades a Wikidata |
|        | baladre de Balada                        | Sant Jaume d'Enveja                                      | arbre singular                                  | Taxon: baladre (Nerium oleander) Ample: 7m Alt: 8m Perímetre: 0.6m | 40° 42′ 42″ N, 0° 41′ 00″ E / 40.71179°N,0.68342°E ca:Balada 3 msnm                                 | arbre monumental                                     | Baladre de Balada                     | Modifica les dades a Wikidata |
|        | canal de la Dreta de l'Ebre              | Amposta Baix Ebre Montsià                                | canal de reg                                    | Estil: arquitectura popular Desemboca: mar Mediterrània            | 40° 47′ 56″ N, 0° 29′ 48″ E / 40.799024°N,0.496786°E                                                | bé integrant del patrimoni cultural català           | Canal de la dreta de l'Ebre (Amposta) | Modifica les dades a Wikidata |
|        | cap de Tortosa                           | Sant Jaume d'Enveja                                      | cap                                             |                                                                    | 40° 42′ 58″ N, 0° 52′ 56″ E / 40.71603889°N,0.88233889°E illa de Buda                               |                                                      |                                       | Modifica les dades a Wikidata |
|        | casa consistorial de Sant Jaume d'Enveja | Sant Jaume d'Enveja                                      | casa consistorial                               |                                                                    | 40° 42′ 25″ N, 0° 43′ 09″ E / 40.7070474°N,0.7191106°E                                              |                                                      |                                       | Modifica les dades a Wikidata |
|        | illa de Buda                             | Sant Jaume d'Enveja                                      | regió geogràfica                                | Superfície: 752ha                                                  | 40° 42′ 17″ N, 0° 50′ 46″ E / 40.70480278°N,0.84623333°E                                            |                                                      | Illa de Buda                          | Modifica les dades a Wikidata |
|        | mar Mediterrània                         |                                                          | mar interior mar mediterrani conca hidrogràfica | Superfície: 2500000km² Profunditat: 5267 1541m Volum: 3839000km³   | 38° N, 17° E / 38°N,17°E 0 msnm                                                                     |                                                      | Mediterranean Sea                     | Modifica les dades a Wikidata |